# Гаспари, Адольф
Адольф Роберт Гаспари (нем. Adolf Robert Gaspary; 23 мая 1849, Берлин — 17 марта 1892, Берлин) — немецкий литературовед.
Родился в семье предпринимателя еврейского происхождения, в 1836 г. сменившего фамилию Познер (нем. Posner) на Гаспари.
Изучал романскую филологию, историю искусств и философию в Берлинском, Мюнхенском и Фрайбургском университетах, под руководством Фридриха Хармса защитил диссертацию «Гоббс и Спиноза». В 1873—1875 гг. путешествовал с образовательными целями по Франции, Италии, Испании и Португалии, провёл значительное время в Неаполе, в кругу Франческо де Санктиса. Вернувшись в Германию, сосредоточился на романском литературоведении и занимался под руководством Адольфа Тоблера. В 1878 г. габилитировался с диссертацией «Сицилийская поэтическая школа XIII века» (опубликована в 1882 г. в переводе на итальянский), в том же году начал преподавать итальянскую литературу в Берлинском университете. С 1880 г. экстраординарный, с 1883 г. ординарный профессор романской филологии в Университете Бреслау. В 1891 г. принял приглашение перейти в Гёттингенский университет, но вскоре заболел и умер.
Основной труд Гаспари — «История итальянской литературы» (нем. Geschichte der italienischen Literatur), доведённая до XVI века и вышедшая в двух томах в 1885—1888 гг. За эту работу Гаспари получил степень почётного доктора Болонского университета, книга вышла в переводах на итальянский (1887—1891, перевод Н. Дзингарелли и В. Росси), русский (1895, перевод К. Д. Бальмонта) и английский (1901) языки.